# We R Who We R
«We R Who We R» (рус. Мы такие, какие мы есть) — сингл американской певицы и автора песен Кеши из её мини-альбома Cannibal 2010 года.

## О песне
Песня была выбрана лид-синглом из переиздания её дебютного альбома. Песня была написана Кешей в соавторстве с Joshua Coleman, Lukasz Gottwald, Jacob Kasher Hindlin, Benjamin Levin. После известия о том, что из-за издевательств несколько молодых геев закончили жизнь самоубийством, Кеша написала песню и хотела, чтобы она стала гимном геев.
Лирика песни призывает людей, что они должны воспринимать себя такими какие они есть и считать нормальным свои странности и причуды. Песня была сравнена с дебютным синглом Кеши «Tik Tok», так как они имеют схожую музыкальную структуру. «We R Who We R» дебютировала на первой строчке чарта Billboard Hot 100, что делает песню семнадцатой композицией сумевшей дебютировать с первой позиции. Также песня достигла первого места в чарте Великобритании и смогла оставаться на первой позиции в австралийском чарте в течение трех недель.
По состоянию на март 2011 года, песня была продана более 3000000 цифровых копий в США. Музыкальное видео на песни было снято в Лос-Анджелесе. Песня была исполнена на церемонии American Music Awards в 2010, также песня исполнялась во время Get Sleazy Tour.
Песня получила положительные отзывы от критиков. Хотя и вызвала некоторое возмущение из-за схожести с предыдущими работами Кеши.

## Список композиций
- Digital download

1. «We R Who We R» — 3:24

- German CD single

1. «We R Who We R» — 3:24
2. «Animal» (Dave Audé Remix) — 4:37

- Digital EP

1. «We R Who We R» — 3:24
2. «Sleazy» — 3:25
3. «Animal» (Dave Audé Remix) — 4:37
4. «Animal» (Billboard Remix) — 4:15

## Чарты и сертификации
| Чарт (2010-11)                                | Место |
| --------------------------------------------- | ----- |
| Австралия (ARIA)                              | 1     |
| Австрия (Ö3 Austria Top 40)                   | 15    |
| Бельгия/Фландрия (Ultratop 50)                | 13    |
| Бельгия/Валлония (Ultratop 50)                | 11    |
| Канада (Billboard Canadian Hot 100)           | 2     |
| Чехия (Rádio — Top 100)                       | 20    |
| Дания (Tracklisten)                           | 31    |
| Франция (SNEP)                                | 22    |
| Германия (GfK)                                | 23    |
| Ирландия (IRMA)                               | 10    |
| Италия (FIMI)                                 | 33    |
| Япония (Billboard Japan Hot 100)              | 5     |
| Нидерланды (Single Top 100)                   | 42    |
| Новая Зеландия (Recorded Music NZ)            | 4     |
| Норвегия (VG-lista)                           | 13    |
| Шотландия (OCC Scotland)                      | 1     |
| Словакия (Rádio — Top 100)                    | 4     |
| Республика Корея (GAON) (International Chart) | 4     |
| Испания (PROMUSICAE)                          | 26    |
| Швеция (Sverigetopplistan)                    | 22    |
| Швейцария (Schweizer Hitparade)               | 17    |
| Великобритания (OCC UK Singles)               | 1     |
| США (Billboard Hot 100)                       | 1     |
| США (Billboard Dance Club Songs)              | 27    |
| США (Billboard Pop Airplay)                   | 2     |
| США (Billboard Adult Pop Airplay)             | 19    |

| Страна         | Сертификация |
| -------------- | ------------ |
| Австралия      | 4×Платиновый |
| Новая Зеландия | Платиновый   |
| Швеция         | Золотой      |